# Subnetwork Access Protocol
Subnetwork Access Protocol (SNAP) – protokół sieciowy umożliwiający transmisję datagramów IP w sieciach IEEE 802.
SNAP jest rozszerzeniem nagłówka warstwy LLC i powoduje enkapsulację datagramów IP i zapytań oraz odpowiedzi ARP w sieciach typu IEEE 802.

## Charakterystyka pakietu SNAP
Pakiet SNAP zawiera nagłówek LLC, w którym miejsce przeznaczenia SAP (ang. Service Access Point) wskazuje AA lub AB (wartości szesnastkowe), a źródło SAP wskazuje również którąś z dwóch wartości AA lub AB.
Nagłówek LCC ma rozmiar 3 oktetów (bajtów), natomiast nagłówek SNAP 5 oktetów, więc nagłówki LCC+SNAP mają w sumie rozmiar 8 oktetów. W sieci Ethernet redukuje to miejsce dostępne na protokoły, takie jak IP do 1492 bajtów w porównaniu do ramek Ethernet II. Dlatego dla protokołów zawierających dane EtherType pakiety najczęściej są transmitowane przy użyciu nagłówków Ethernet II niż LCC+SNAP. W innych typach sieci, aby osiągnąć złożenie różnych protokołów w warstwie dostępu do sieci, wymagane są nagłówki LCC+SNAP. Ponieważ warstwa MAC nie zawiera pola EtherType, a także nie istnieje alternatywa oferująca więcej dostępnego miejsca na protokoły warstwy wyższej, w takich przypadkach stosuje się protokół SNAP.